# Wilhelmina Telghuys

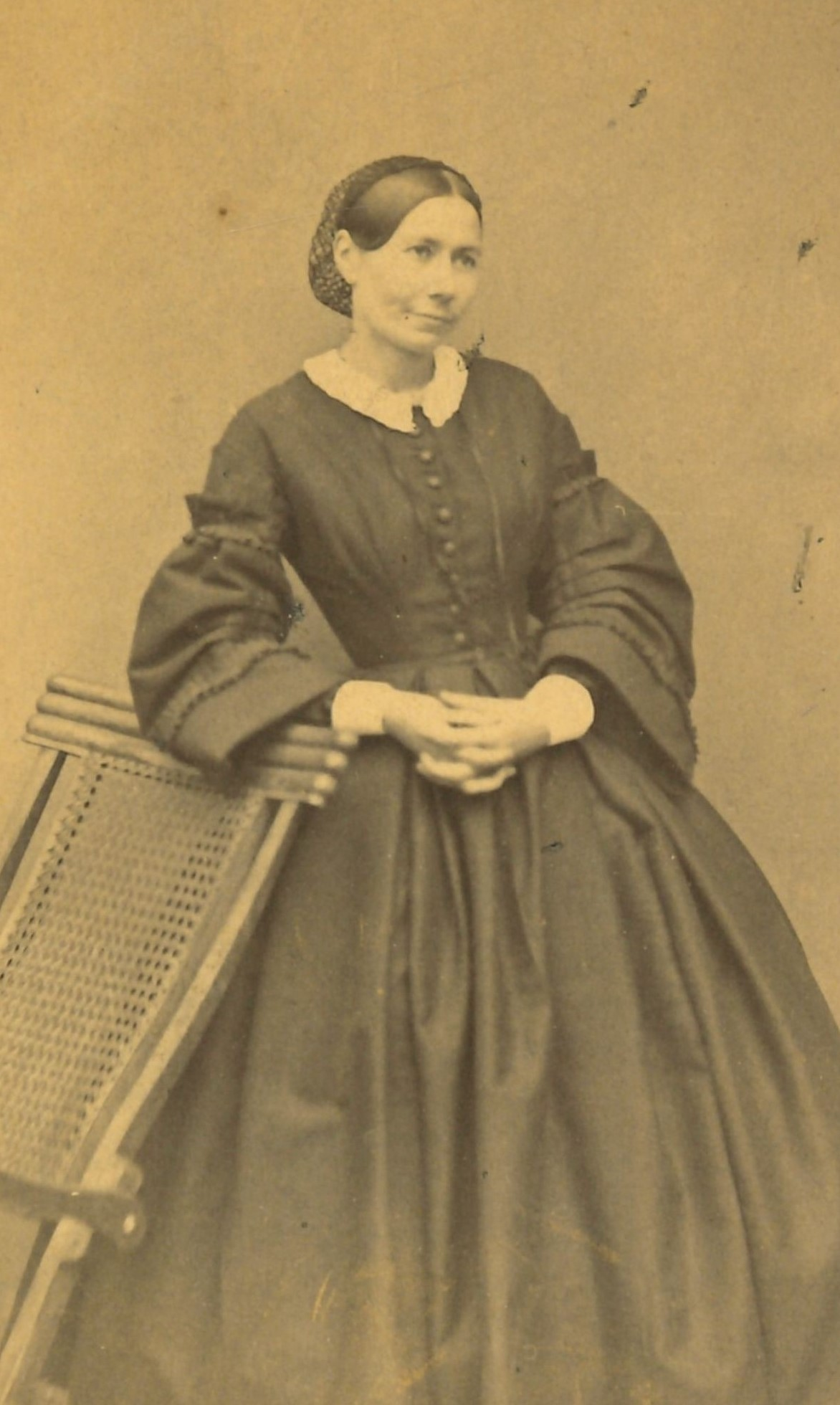
Wilhelmina Telghuys kort voor haar intrede als kloosterzuster

Wilhelmina Telghuys (Verviers, 1824 - Antwerpen, 1907) was de stichteres en eerste overste van de Antwerpse religieuze congregatie van de Dienstmaagden van de Heilige Harten van Jezus en Maria.

## Biografie

### Jeugd
Wilhelmina Telghuys werd als jongste kind van vijf geboren in het gezin van de Nederlandse textielhandelaar Henri Telghuys en zijn Belgische echtgenote Maria-Anna De Smedt. Het gezin woonde aanvankelijk in Verviers, op dat moment één van de belangrijkste textielcentra van de Nederlanden, maar verhuisde in 1829 naar Antwerpen. Daar stichtte vader Telghuys een eigen rederij, die later door zijn zoon werd overgenomen. De familie behoorde in Antwerpen tot de gegoede, katholieke burgerij. Wilhelmina kreeg thuisonderwijs en raakte samen met haar zussen betrokken in het religieuze en caritatieve netwerk rond Constance Teichmann.

### Sociaal engagement
In de loop van de jaren 1850 kwam Telghuys in contact met de pastoor van de Sint-Augustinusparochie, Petrus Bogaerts. Hij ondersteunde haar in de uitwerking van eigen sociale initiatieven. Telghuys werd in 1858 de voorzitster van de door Bogaerts opgerichte Vereniging van Franciscus Xaverius die als doel had arbeidersvrouwen uit de buurt sociale en religieuze activiteiten aan te bieden om ze op die manier te behouden voor een losbandig leven. In Borgerhout opende ze in het huurpand ‘De Roode Leeuw’ een wasserij waar weesmeisjes en kwetsbare vrouwen een inkomen konden verwerven. Het weeshuis met wasserij verhuisde in 1863 naar een pand in de Antwerpse binnenstad, op de Sint-Jorisvest (huidige Tabaksvest) en zou later de naam ‘Sint-Franciscus-Xaveriusinstituut’ krijgen.

### Stichteres van een congregatie
Intussen voelde Telghuys zich meer en meer aangetrokken tot het kloosterleven. Kort na de dood van haar moeder – in 1865 – startte ze samen met een vriendin een kleine zustergemeenschap in het pand op de Sint-Jorisvest. Bogaerts en Telghuys werkten samen aan een kloosterregel voor de gemeenschap, die in 1866 door aartsbisschop Sterckx van Mechelen werd goedgekeurd. Samen met zeven andere vrouwen werd Telghuys in datzelfde jaar ingekleed als kloosterzuster. In 1868 werd ze officieel geprofest. Wilhelmina werd als zuster Johanna-Francisca of ‘Mère Jeanne’ de eerste overste van de congregatie van de Dienstmaagden van de Heilige Harten van Jezus en Maria.
De congregatie ontwikkelde zich in de loop van de negentiende eeuw tot een middelgrote zustercongregatie met huizen in Wuustwezel, Kontich (Altena) en Turnhout. Hoofdactiviteit van de congregatie was onderwijs, in combinatie met de opvang en vorming van weesmeisjes en kwetsbare vrouwen. In de wasserijen van de congregatie in Antwerpen (en later ook in Kontich) werden ze tewerkgesteld en kregen ze ook de kans een beroep als wasvrouw, strijkster of naaister aan te leren. Mère Jeanne nam de toekomst van de meisjes en vrouwen onder haar hoede ter harte en zette haar netwerk en middelen in om meisjes die de school verlieten aan een woonplaats en job te helpen. Hoewel Telghuys samenwerkte met verschillende overheidsdiensten die weesmeisjes in haar instituut onderbrachten er geen sporen zijn van structureel misbruik – zoals bijvoorbeeld wel gebeurde in de Ierse Magdalen Laundries – moet wel worden aangestipt dat Telghuys’ congregatie goed verdiende aan de zware arbeid van de meisjes en vrouwen in de wasserij.

### Mère Jeanne-Instituut
Telghuys ving op de Sint-Jorisvest niet enkel weeskinderen en kwetsbare vrouwen op, haar zusters gaven er ook lager onderwijs. Ten tijde van de Eerste Schoolstrijd (1879-1884) kreeg het onderwijs er een sterke boost toen ook de parochiale scholen tijdelijk onderdak vonden in het klooster. Intussen reorganiseerde Telghuys de beroepscursussen die het kader van de wasserij werden aangeboden tot een gestructureerd aanbod van taal, wiskunde, economie en textielvaardigheden. Op die manier legde ze de basis voor één van de eerste handelsscholen van het land. Na haar dood zou dit initiatief uitgroeien tot de School voor Winkeljuffrouwen en Correspondenten die na de Tweede Wereldoorlog de benaming ‘Mère Jeanne-Instituut’ kreeg.

### Overlijden
Telghuys hield tot enkele maanden voor haar dood de touwtjes sterk in handen. Hoewel ze op hoge leeftijd gedeeltelijk blind en doof werd, bleef ze erg actief als overste en directrice van de school en de wasserij. Na een val in september 1907 ging ze echter snel achteruit. Ze stierf uiteindelijk op 7 november 1907 op 84-jarige leeftijd en na ruim 41 jaar in het klooster.

## Erfgoed
Het archief van Wilhelmina Telghuys en haar congregatie, de Dienstmaagden van de Heilige Harten van Jezus en Maria wordt bewaard in KADOC-KU Leuven.
- Library of Congress Control Number: n2021025966
- Virtual International Authority File: 28162115908902111698